# Hitte
Hitte é uma comuna francesa na região administrativa de Occitânia, no departamento dos Altos Pirenéus. Estende-se por uma área de 2,91 km². Em 2010 a comuna tinha 165 habitantes (densidade: 56,7 hab./km²).